# Christoph Hutter
Christoph Hutter (* 1969 in Regensburg) ist ein deutscher  Theologe, Psychodramatiker, Autor und  Pädagoge.

## Leben
Hutter promovierte im Jahr 2000 an der Universität Münster unter dem Titel Psychodrama als experimentelle Theologie: Rekonstruktion der therapeutischen Philosophie Morenos aus praktisch-theologischer Perspektive.
Seit 2008 leitet er das Psychologische Beratungszentrum in Lingen (Ems) und ist Dozent am Psychodrama-Institut für Europa. Er ist Vorsitzender des Deutschen Fachverbandes für Psychodrama e. V. (DFP).

## Veröffentlichungen (Auswahl)
- Männer. Rollen und gute Orte. LIT, Berlin 2017. ISBN 978-3-643-13675-6.
- Mit Lust und Liebe glauben: „Amoris laetitia“ als Impuls für Gemeinde, Partnerschaft und Familie. Schwabenverlag, Ostfildern  2017, ISBN 978-3-7966-1724-9.
- J. L. Morenos Werk in Schlüsselbegriffen. VS Verlag für Sozialwissenschaften, Wiesbaden 2009, ISBN 978-3-531-16568-4.
- Christoph Hutter u. a. (Hrsg.): Quo vadis Beratung? Dokumentation einer Fachtagung zur Zukunftsfähigkeit kirchlicher Beratungsarbeit. Lit, Berlin/Münster 2006, ISBN 978-3-8258-9949-3.
- Herausforderung Lebenslage: PraxisReflexe aus der Ehe-, Familien-, Lebens- und Erziehungsberatung. LIT, Münster 2003, ISBN 978-3-8258-7085-0.
- Psychodrama als experimentelle Theologie: Rekonstruktion der therapeutischen Philosophie Morenos aus praktisch-theologischer Perspektive. LIT, Münster 2000, ISBN 978-3-8258-4666-4. (Dissertation)